# Епсилон Індіанця
ε Індіанця (епсилон Індіанця, ε Ind) — зоряна система приблизно за 12 світлових років від Землі в сузір'ї Індіанця, що складається з зорі головної послідовності спектрального класу К — ε Індіанця A —, і двох коричневих карликів — ε Індіанця Ba та ε Індіанця Bb —, на широкій орбіті навколо головної зорі. Коричневі карлики виявили 2003 року. ε Індіанця Ba є раннім Т-карликом (T1), а ε Індіанця Bb — пізнім Т-карликом (Т6); Між ними 0,6 кутової секунди, а приблизна відстань від головної зорі — 1460 а. о..

## Спостереження
Сузір'я Індіанця вперше з'явилося в небесному атласі Йоганна Байєра «Uranometria» в 1603 році. У зоряному атласі 1801 року Uranographia німецького астронома Йоганна Елерта Боде ε Індіанця позначена як одна зі стріл у лівій руці Індіанця.
У 1847 році Генріх Луї д'Аррест порівняв положення цієї зорі в кількох каталогах, починаючи з 1750 року, і виявив, що з часом зоря змінила положення на небесній сфері, тобто, вона має помітний власний рух. У 1882—1883 роках паралакс ε Індіанця виміряли астрономи Девід Ґілл і Вільям Л.Елкін на Мисі Доброї Надії. Вони оцінили паралакс у 0,22 ± 0,03″. У 1923 році Харлоу Шеплі з Гарвардської обсерваторії визначив паралакс на рівні 0,45″.
У ході проєкту «Озма» в 1960 році зорю досліджували на наявність штучних радіосигналів, але нічого не знайшли. У 1972 році для дослідження цієї зорі на наявність ультрафіолетових лазерних сигналів  застосували супутник Коперник, але результат теж був негативним.
ε Індіанця очолює каталог найближчих зір, що ймовірно мають придатні для життя планети.

## Фізичні характеристики
ε Індіанця А є зорею головною послідовності спектрального класу К4.5В. Її маса становить близько трьох чвертей маси Сонця, сила тяжіння на її поверхні сила тяжіння трохи вище, ніж сонячна. Металічність становить близько 87 % сонячної частки заліза в фотосфері.
ε Індіанця має корону, яка дуже схожа на сонячну, її рентгенівська світність становить 2×1027 ерг/сек, а  корональна температура оцінюється у 2×106 К. Зоряний вітер цієї зорі утворює головну ударну хвилю (у напрямку руху зорі) на відстані 63 а. о. У протилежному напрямку термінус ударної хвилі доходить до 140 а. о. від зорі.
Зоря має третій за величиною власний рух серед зір, видимих неозброєним оком (після Грумбрідж 1830 і 61 Лебедя) і дев'ятий — серед усіх відомих. Цей рух спрямовує зорю до сузір'я Тукана, куди вона перейде близько 2640 р. н. е. ε Індіанця має швидкість щодо Сонця близько 86 км/с, яка є незвично високою для молодої зорі. Вона вважається членом рухомої групи зір ε Індіанця, що складається принаймні з шістнадцяти зір першого зоряного населення. Це об'єднання зір, які мають схожі вектори космічних швидкостей вектори, і тому, швидше за все, сформувалися в одному місці й одночасно.
Із зорі ε Індіанця Сонце виглядатиме як зоря зоряної величини +2,6 у сузір'ї Великої Ведмедиці, біля чаші Великого Воза.

### Супутники

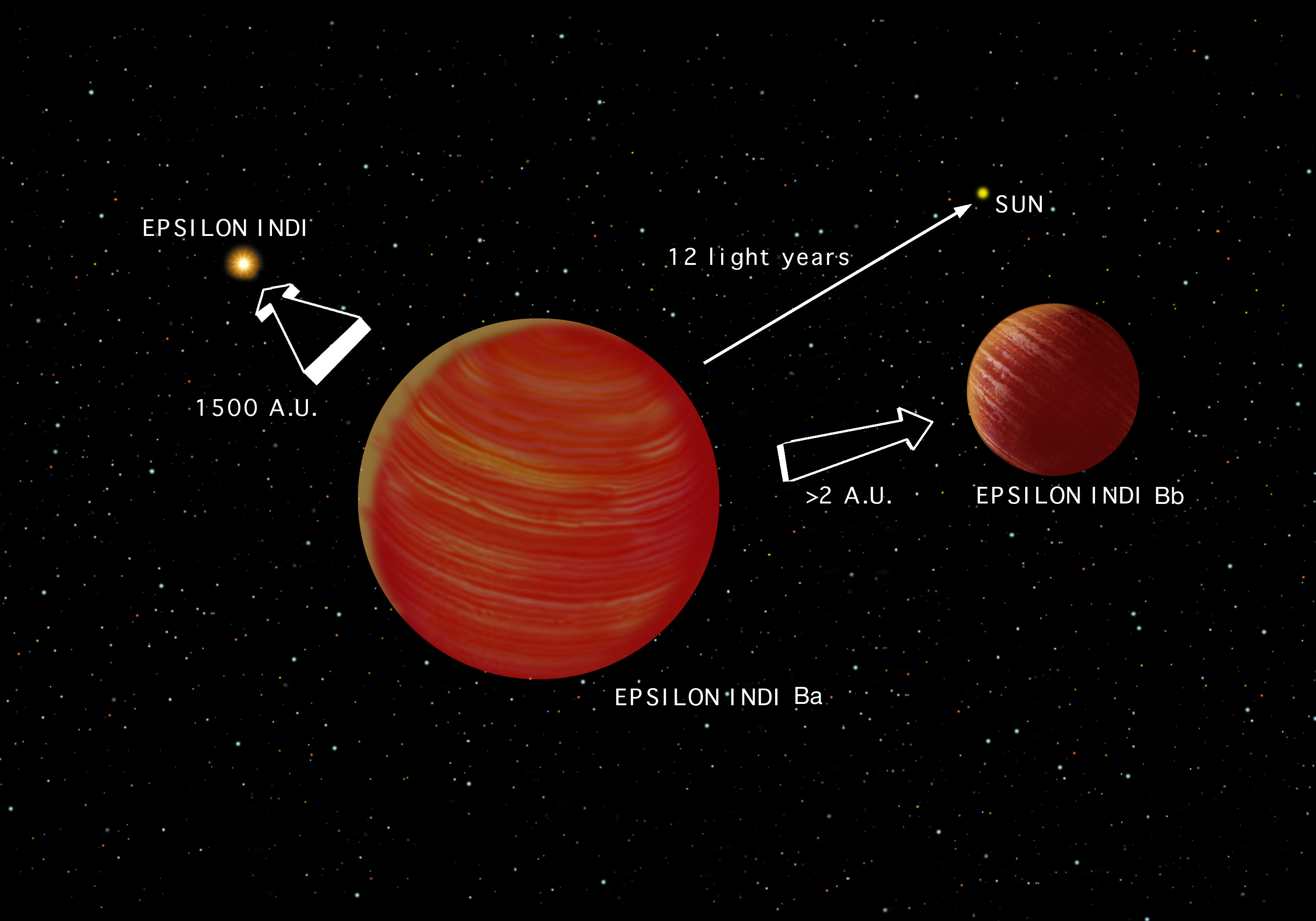
Уявлення худолжника про зоряну систему ε Індіанця.

У січні 2003 року астрономи оголосили про відкриття коричневого карлика з масою від 40 до 60 мас Юпітера на орбіті ε Індіанця на відстані не менше 1500 а. о.. У серпні 2003 року вони виявили, що цей коричневий карлик насправді є подвійним із видимим поділом у 2,1 а. о. і орбітальним періодом близько 15 років. Обидва коричневі карлики мають спектральний клас T; масивніший компонент, ε Індіанця Ba, має спектральний клас Т1–Т1.5, а менш масивний, ε Індіанця Bb, — спектральний клас Т6.
Для оцінки фізичних властивостей коричневих карликів були використані еволюційні моделі на основі спектроскопічних і фотометричних вимірювань. Вони дали маси у 47 ± 10 і 28 ± 7 мас Юпітера та радіуси у 0,091 ± 0,005 і 0,096 ± 0,005 сонячних радіусів, для ε Індіанця Ba і ε Індіанця Bb відповідно. Ефективні температури прогнозуються на рівні 1300–1340 К і 880–940 К; log g (см/сек) поверхневої гравітації — на рівні 5,50 і 5,25; їх світності становлять 1,9 × 10−5 і 4,5 × 10−6 світності Сонця. Їх металічність приблизно становить [M/H] = -0,2.
Вимірювання радіальної швидкості ε Індіанця Ендлом і співавторами (2002) указують на можливість існування планетарного супутника у головного компаньйона з орбітальним періодом більше 20 років. Субзоряний об'єкт із мінімальною масою 1,6 мас Юпітера і орбітальним поділом приблизно 6,5 а. о. може пояснити спостережуваний тренд. Якщо його існування підтвердиться, це буде перший справжній знайдений аналог Юпітера.
Візуальний пошук із використанням Дуже великого телескопа ЕПО знайшов одного потенційного кандидата. Однак подальше дослідження інструментом NICMOS космічного телескопа «Габбл» установила, що це об'єкт позаду системи. Станом на 2009 рік пошук невидимого компаньйона на 4 μм не виявив такого субзоряного об'єкта на орбіті. Такі результати ще більше обмежили параметри гіпотетичного об'єкта до маси у 5 20 мас Юпітера, на орбіті 10 20 а. о. із нахилом більше 20°. Альтернативно, це може бути екзотичний зоряний залишок.

Для уточнення даних Ендла зі співавторами (2002) були проведені нові вимірювання променевих швидкостей ε Індіанця за допомогою спектрометра Ешель на телескопі HARPS; їх результати були опубліковані в статті М. Цехмайстра з колегами у 2013 році:
ε Індіанця А має стійкий довгостроковий тренд, який досі пояснюється планетарним супутником.
Це оновлене дослідження уточнює тренд променевої швидкості, який спостерігався раніше і зараз вказує на наявність планетарного супутника з орбітальним періодом більше 30 років. Цей тренд міг би пояснити газовий гігант із мінімальною масою 0,97 мас Юпітера і мінімальним орбітальним поділом приблизно 9,0 а. о. (це приблизно відстань, як від Сонця до Сатурна). Якщо існування такої планети підтвердиться, вона не зможе цілком претендувати на звання справжнього аналога Юпітера, тому що її орбіта значно далі, ніж 5,0 а. о. — вона не тільки буде розташована далі, ніж Юпітер, але оскільки ε Індіанця А тьмяніша, ніж Сонце, вона отримуватиме від своєї зоря значно менше енергії на квадратний метр, десь як Уран від Сонця. Тренд променевої швидкості наявний у всіх проведених спостереженнях за телескопа HARPS, але через тривалий передбачуваний орбітальний період (понад 30 років) астрометрична фаза спостережень ще не завершена.
Довкола ε Індіанця не виявлено надлишкового інфрачервоного випромінювання, яке вказало б на існування уламкового диска довкола зорі (такий диск утворюється від зіткнення планетезималей, які виживають з раннього періоду протопланетного диску зорі).

## Найближче оточення
У межах 10 світлових років від системи ε Індіанця перебувають такі зоряні системи:
| Зірка        | Спектральний клас     | Відстань, св. років |
| Лакайль 8760 | K7-M2 Ve              | 4.3                 |
| Лакайль 9352 | M0.5 Ve               | 4.7                 |
| Gliese 832   | M1.5 V                | 4.8                 |
| Cincinnati   | M2-4 V                | 7.1                 |
| EZ Водолія   | M5.0-5.5 Ve / ? / ?   | 8.2                 |
| Росс 154     | M3.5 Ve               | 8.9                 |
| δ Павича     | G5-8 V-IV             | 9.2                 |
| α Центавра   | G2 V / K0 V / M5.5 Ve | 9.7                 |
| HIP 82725    | ?                     | 9.7                 |
| Gliese 674   | M2.5-3 V              | 9.9                 |
| L 347-14     | M4.5 V                | 9.9                 |
| Лейтен 726-8 | M5.6 Ve               | 10.0                |

## У культурі
ε Індіанця згадується в кількох творах:
- Всесвіт «Зоряного шляху»
  - В епізоді «And the Children Shall Lead» (1966) оригінального телесеріалу, який написав Едвард Дж. Лаксо, ε Індіанця є рідною зоряною системи злої енергетичної істоти Горган.
  - «Зоряна імперія» ε Індіанця є одним з перших п'яти підписантів-засновників Статуту Об'єднаної Федерації Планет. Рідна планета андоріанців — Андорія також розташована у цій зоряній системі[34].
  - В епізоді «The Child» (1988) у серіалі «Зоряний шлях: Наступне покоління» Веслі Крашер розповідає про цю систему
- Роман «Protector» (1973) у серії «Відомий космос» Ларрі Нівена. Планета Дім (англ. Home) є однією з найвіддаленіших колоній Землі, другою планетою ε Індіанця. Планета отримала таку назву через надзвичайну схожість із Землею: доба триває майже 24 години, гравітація становить 1,08 g тощо[35].
- Серія чотирьох романів «Worldwar» (1994—1996) Гаррі Тертлдава. «Раса» — інопланетна раса рептилій, яка нападає на Землю в часи нашої Другої світової війни. Одним із її васальних світів є ε Індіанця I, відома їм як «Работев 2» та «Халлесс 1».
- Телесеріал «Space: Above and Beyond» (1995—1996). У системі ε Індіанця розташована земна колонія — планета Теллус, яку 2063 року знищує ворожа інопланетна раса Чигі.
- Роман «Starplex» (1996) Роберта Соєра. У романі йдеться про портали, які дозволяють скоротити космічні відстані. Найближчі портали до Землі на Тау Кита та Епсилон Індіанця ІІІ[36].
- Роман «The Armies of Memory» (2006), четвертий у серії романів «Thousand Cultures» Джона Барнса. У цьому романі довкола ε Індіанця обертається планета Рузвельт, домівка 92 культур, у тому числі франкомовної Труа-Орлеан[37].
- Роман Джозефа Стейтена «Halo: Contact Harvest» (2007) у всесвіті «Halo». Система Епсилон Індіанця має одну з найвіддаленіших земних колоній — планету Харвест; хоча її розмір лише третина земного, її родюча поверхня є годувальницею інших колоній. На неї першу нападає ворожий теократичний альянс інопланетян «Covenant», що починає основний конфлікт у серії відеоігор «Halo»[38].
- У комп'ютерних іграх «Frontier: Elite II» (1993) та «Frontier: First Encounters» (1995) ε Індіанця є важливою системою Федерації; вона містить дві терраформовані сільськогосподарські планети.

## Нотатки
1. ↑  From L=4πR2σTeff4, where L is the luminosity, R is the radius, Teff is the effective surface temperature and σ is the Stefan–Boltzmann constant.
2. ↑  Компоненти космічної швидкості дорівнюють: U = −77; V = −38 та W = +4. Це дає чисту космічну швидкість {\displaystyle {\begin{smallmatrix}{\sqrt {77^{2}\ +\ 38^{2}\ +\ 4^{2}}}\ =\ 86\end{smallmatrix}}} км/с.
3. ↑  З ε Індіанця Сонце буде розташоване на протилежній стороні неба за координатами RA=10г 03х 21с, Dec=56° 47′ 10″, тобто поблизу β Великої Ведмедиці. Абсолютна зоряна величина Сонця — 4,8, тому на відстані у 3,63 парсеки, воно матиме видиму зоряну величину {\displaystyle {\begin{smallmatrix}m\ =\ M_{v}\ +\ 5\cdot ((\log _{10}\ 3.63)\ -\ 1)\ =\ 2.6\end{smallmatrix}}}.
4. ↑  При застосуванні третього закону Кеплера та припущення про круглу орбіту отримуємо {\displaystyle {\begin{smallmatrix}{\frac {4\pi ^{2}}{T^{2}}}={\frac {G(M+m)}{R^{3}}}\end{smallmatrix}}}. Маса та період відому з роботи,[32] тому головну напіввісь можна розрахувати як {\displaystyle {\begin{smallmatrix}R={\sqrt[{3}]{\frac {G(M+m)T^{2}}{4\pi ^{2}}}}\end{smallmatrix}}}
.